# Kasai del Sur
Kasai del Sur (en francés Sud-Kasaï) fue un territorio secesionista de la zona centro-sur de la República Democrática del Congo a principios de los años sesenta.
La región alcanzó la independencia de manera parecida a la del vecino Estado de Katanga durante el agitado proceso de descolonización del Congo Belga. La región fue asolada por conflictos étnicos y tensiones políticas entre los líderes del gobierno central y del gobierno local, atizadas por los explotadores de diamantes.
El 14 de junio de 1960, unos días antes que la colonia se declarara independiente, algunos militares declararon la independencia de Kasai (no del Congo) y proclamaron el Estado Federal de Kasai del Sur. El 8 de agosto de 1960, se proclamó el autónomo Estado Minero de Kasai del Sur con capital en Bakwanga (hoy Mbuji-Mayi). Albert Kalonji fue nombrado presidente de Kasai del Sur y Joseph Ngalula jefe de gobierno.
Una Asamblea de Notables invistió al padre de Kalonji con el título imperial de Mulopwe el 12 de abril de 1961. El nuevo emperador abdicó inmediatamente en favor de su hijo, quien entonces gobernó Kasai del Sur como Mulopwe (Emperador/rey), Albert I Kalonji.
Después de una sangrienta campaña militar de cuatro meses durante la cual miles de civiles fueron masacrados, las tropas del gobierno central del Congo reconquistaron la región y arrestaron a Kalonji el 30 de diciembre de 1961, poniendo fin a la secesión de Kasai del Sur.
Kalonji intentó formar un nuevo gobierno después de escapar de prisión el 7 de septiembre de 1962, pero fue disuelto menos de un mes después.
Bajo el subsecuente régimen de Joseph Mobutu (Mobutu Sese Seko), el antiguo Kasai del Sur fue dividido con el fin de desanimar cualquier actividad separatista.
- Datos: Q639073
- Multimedia: South Kasai / Q639073

1. ↑  Etnocracia semipresidencial independiente, luego monárquica (de hecho)